# Платонов, Владимир Петрович
Влади́мир Петро́вич Плато́нов (бел. Уладзімір Пятровіч Платонаў; род. 1 декабря 1939 года, дер. Стайки, Оршанский район Витебской области, БССР)— советский, белорусский и российский математик. Заслуженный деятель науки Белорусской ССР (1982).
В 1987—1992 года — Президент АН Белоруссии.
Академик Российской академии наук (до 1991 года — АН СССР) с 1987 года, академик Академии наук Белоруссии с 1972 года. Лауреат премии Ленинского комсомола (1968), Ленинской премии (1978), премии Гумбольдта (1993). В 2022 году присуждена золотая медаль им. П. Л. Чебышева.

## Биография

### В СССР
Владимир Петрович родился в 1939 году в деревне Стайки, Оршанский район Витебской области. Его отец, Пётр Степанович Платонов — директор деревообрабатывающего комбината и мебельной фабрики, мать — Анна Антоновна Платонова — учительница. В 1956 году с отличием окончил Богушевскую школу № 1, поступил в Белорусский государственный университет, который окончил с золотой медалью в 1961 году.
Закончив аспирантуру и защитив в 1963 году кандидатскую диссертацию, Владимир Петрович продолжает заниматься наукой в университете. Он работает старшим преподавателем, доцентом, заведующим кафедрой алгебры и топологии. За это время защищает докторскую диссертацию (1966), становится профессором (1968) и членом-корреспондентом АН БССР (1969).
В 1971 году Владимир Петрович переходит на работу в АН БССР, где становится заведующим лабораторией алгебраической геометрии и топологии Института математики. В 1972 году избран академиком АН БССР. С 1977 года возглавляет Институт математики. В 1987 году избран академиком АН СССР и становится Президентом АН Белоруссии. Спустя пять лет, в 1992 году, покидает этот пост, чтобы сосредоточиться на научной работе, но сохраняет должность главного научного сотрудника отдела алгебры и теории чисел Института математики до 1996 года.
В 1985—1990 годах — депутат Верховного Совета БССР, в 1989—1991 годах — депутат Верховного Совета СССР. Член ЦК КПСС (1990—1991). Народный депутат СССР от АН СССР.

### За границей
В 1991 году учёного приглашает к себе на год Институт перспективных исследований в Принстоне. После этой поездки он окончательно переезжает в США, а затем в Канаду, где получает должность профессора университета Ватерлоо. В то же время в качестве приглашённого профессора работает в Мичиганском университете, Институте математики общества Макса Планка, Билефельдском университете и Дюссельдорфском университете имени Генриха Гейне.
В 1999 году ссора между Владимиром Петровичем и его женой Валентиной, произошедшая из-за неверности супруги, закончилась обвинением профессора в покушении на убийство. Позже статью изменили на «нападение» (англ. assault). Канадский суд в январе 2001 года признаёт его виновным и назначает минимальное наказание — два года условного заключения. Суд принял во внимание состояние аффекта (англ. moment of madness), научную репутацию учёного и отсутствие судимостей. В августе того же года Владимир Платонов покидает университет Ватерлоо.

### Возвращение
После погашения судимости, в 2003 году Владимир Платонов уезжает обратно в Белоруссию, а затем в Россию, чтобы работать в РАН. В настоящее время он работает в НИИСИ РАН и в Математическом институте имени В. А. Стеклова РАН.

## Научная деятельность
Основные труды по алгебре, алгебраической геометрии, алгебраической теории чисел; группам Ли, линейным группам и топологической алгебре, прикладной алгебре и криптографии.
Создал общий метод исследования линейных групп, базирующийся на алгебро-геометрических и теоретико-числовых идеях. Решил проблему сильной аппроксимации в алгебраических группах и проблему проблему Кнезера—Титса (англ. Kneser–Tits conjecture). Разработал приведенную K-теорию и решил на этой основе проблему проблему Таннака—Артина (англ. Dieudonné_determinant). Решил проблему рациональности спинорных многообразий и проблему Дьедонне о спинорных нормах. Исследовал локально-глобальный принцип, согласно которому строение групп, заданных над арифметическими полями, определяется строением их локализаций над соответствующими пополнениями. Доказал основную аппроксимационную теорему для линейных групп с конечным числом образующих. Построил теорию важнейших классов локально компактных топологических групп. Открыл новый локально-глобальный принцип для функциональных гиперэллиптических полей, определённых над полем алгебраических чисел, который позволил связать проблему вычисления фундаментальных единиц в гиперэллиптических полях с проблемой кручения в якобиевых многообразиях гиперэллиптических кривых над полем рациональных чисел и развить унифицированный метод для их решения. В 2017 году на основе объединения теоретико-числовых, алгебраических и геометрических методов В. П. Платонов сформулировал новый концептуальный подход к проблеме классификации с точностью до изоморфизма гиперэллиптических полей, содержащих периодические и квазипериодические элементы. В 2018—2020 годах эта проблема была решена для эллиптических полей с полем рациональных чисел в качестве поля констант.
Совместно с учениками решил проблему рациональности для групповых алгебраических многообразий над локальными и глобальными полями; построил теорию конечномерных гензелевых тел; решил проблему Гротендика о проконечных пополнениях групп и проблему жесткости для арифметических подгрупп алгебраических групп с радикалом; развил мультипликативную теорию конечномерных тел; решил проблему арифметичности для полициклических групп; развил новый подход к конгруэнц-проблеме, основанный на анализе комбинаторных свойств арифметических групп; доказал критерий существования фундаментальных единиц в гиперэллиптических полях и построил самые быстрые алгоритмы для их вычисления, что позволило получить новые результаты о кручении в якобиевых многообразиях гиперэллиптических кривых.
Эти глубокие результаты принесли В. П. Платонову широкую международную известность и признание, свидетельством которых явилось приглашение В. П. Платонова в качестве докладчика на Международных математических конгрессах в Ванкувере (1974), Хельсинки (1978) и Европейском математическом конгрессе в Будапеште (1996).
В. П. Платоновым опубликовано более 200 научных работ.